# Henri VI le Bon
Pour les articles homonymes, voir Henri et Henri VI.
 (octobre 2019).
Si vous disposez d'ouvrages ou d'articles de référence ou si vous connaissez des sites web de qualité traitant du thème abordé ici, merci de compléter l'article en donnant les références utiles à sa vérifiabilité et en les liant à la section « Notes et références ».
Henri VI le Bon (en polonais : Henryk VI Dobry), connu aussi sous le nom de Henri VI de Breslau (Henryk VI Wrocławski), né le 18 mars 1294 et mort le 24 novembre 1335, est un prince de la maison Piast, fils du duc Henri V le Gros et d'Élisabeth de Kalisz. Il fut le dernier duc silésien de Breslau de 1311 à sa mort.

## Biographie

### Origine et jeunesse
Henri VI est le second fils d'Henri V le Gros, duc de Breslau et de Liegnitz, et de son épouse Élisabeth de Kalisz (1263–1304), fille de Boleslas le Pieux, duc de Grande-Pologne.
Henri VI n'a que 2 ans lorsque son père décède. Sa mère Élizabeth et son oncle Bolko Ier de Jawor (?-1301) assurent la régence. Après la mort de Bolko, Henri de Wierzbno devient le protecteur des enfants d'Henri V le Gros. En 1302, celui-ci est écarté et remplacé par Venceslas II de Bohême, pour qui le riche duché de Breslau revêt une importance stratégique considérable. Venceslas envoie Boleslas III le Prodigue, le frère aîné d'Henri VI, à la cour de Prague en 1302.

### Règne
Henri VI est déclaré majeur en 1310, lorsqu'il épouse Anne d'Autriche (1280-1327), la fille d'Albert Ier de Habsbourg, roi des Romains, et veuve du margrave Hermann de Brandebourg. Un an plus tard, sous la pression de la noblesse inquiète de voir le duc Boleslas III le Prodigue dépenser sans compter, Boleslas est contraint de partager son duché avec ses deux jeunes frères, Henri VI et Ladislas. Le duché est divisé en trois morceaux : Breslau, Liegnitz et Brzeg. En tant qu'aîné, Boleslas est le premier à choisir, et à la surprise générale, il choisit la plus petite part, le duché de Brzeg. Probablement que Boleslas voulait continuer sa politique qui nécessitait beaucoup d'argent. En optant pour le plus petit des duchés, il recevait une compensation financière de ses frères, ce qui lui permettait de renflouer sa trésorerie. Cette vue à court terme lui a fait perdre le duché le plus important, celui de Breslau, qui est revenu à Henri. Contrairement à son jeune frère Ladislas qui n'a pas su verser la somme due à Boleslas et qui a perdu son duché, Henri a payé la somme convenue à son frère aîné et a gardé le duché de Breslau.
En 1312, Boleslas et Henri concluent une alliance avec Ladislas le Bref, le maître de la Petite Pologne. L'union de leurs forces devait permettre de reprendre les territoires dont Henri III de Głogów s'était emparé aux dépens de leur père Henri V le Gros. La guerre se termine en 1317. Si elle a permis à Ladislas le Bref de conquérir la plus grande partie de la Grande-Pologne, ses deux alliés n'obtiennent pas de gains territoriaux importants. Boleslas n'annexe que Wołów et Lubiąż, alors qu'Henri doit se contenter d'Uraz.
En 1314, Henri VI soutient son beau-frère Frédéric le Bel, prétendant au titre d'Empereur romain germanique.
Une nouvelle guerre éclate en Silésie en 1321. Les ducs de Głogów sont battus par une coalition composée de Boleslas III, Henri VI le Bon, Bolko II d’Opole et Ladislas le Bref. Refusant de suivre la politique agressive de son frère Boleslas, Henri VI signe une paix séparée avec les ducs de Głogów au début 1322. Élizabeth, la fille d'Henri VI, épouse le duc Conrad Ier d’Oleśnica.
Les relations d'Henri VI avec Boleslas, qui lui a continué la guerre jusqu'en 1323, commencent à se détériorer. Boleslas convoite le riche duché de Breslau. Il propose officiellement à son frère d'échanger le duché de Breslau contre celui de Liegnitz, ce qu'Henri refuse. La guerre éclate entre les deux frères. Henri tente de s'allier au roi de Pologne, Ladislas Ier le Bref. En échange de l'aide de Ladislas, Henri promet de devenir son vassal et d'en faire son héritier. Ne voulant pas se risquer à un conflit armé avec la Bohême, Ladislas décline la proposition. Henri se tourne alors vers l'empereur Louis IV de Bavière, à qui il rend un hommage de vassalité le 20 avril 1324. Boleslas essaie de prendre Henri de vitesse, mais toutes ses attaques sont arrêtées par les fortifications de Breslau.
Son alliance avec le Saint-Empire ne réussissant pas à maintenir son duché hors de danger, Henri s'allie également avec Boleslas l'Aîné, le duc de Niemodlin, à qui il donne sa fille Euphémie en mariage en 1325. Un an plus tard, il conclut également une alliance avec l'Ordre Teutonique dirigée contre Ladislas Ier le Bref, le principal allié de son frère en Silésie.
Finalement, sous la pression des patriciens de Breslau, Henri décide de rendre un hommage de vassalité à Jean de Luxembourg, le roi de Bohême. Un accord est signé à Breslau le 6 avril 1327. En vertu de celui-ci, le duché de Breslau est laissé à Henri VI jusqu'à sa mort. Ensuite, le duché reviendra au royaume de Bohême. En échange, Henri VI obtient en usufruit la région de Kłodzko ainsi qu'une rente confortable.

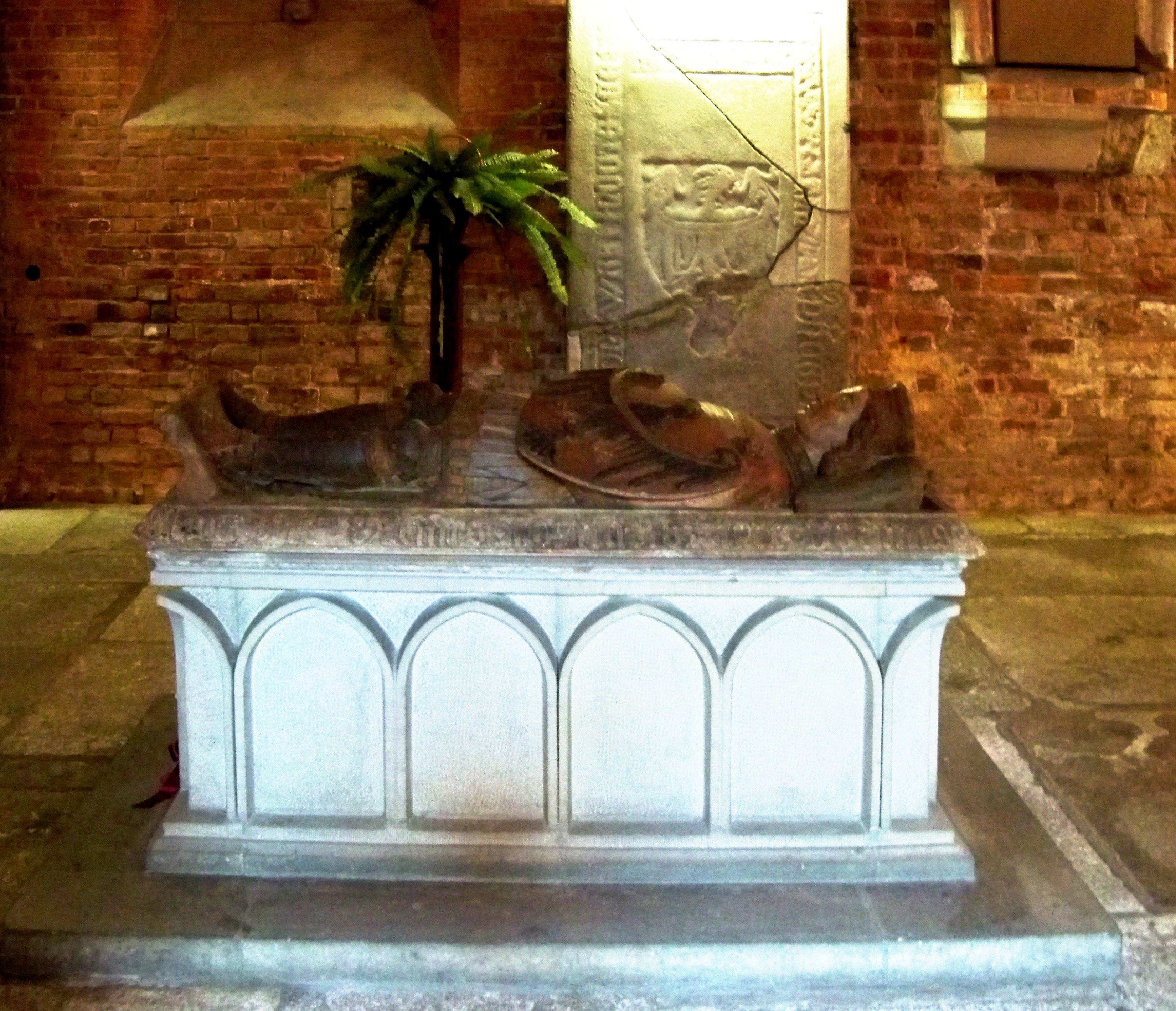
Tombeau d'Henri VI le Bon à Wrocław.

Au niveau de la politique intérieure, Henri VI s'est toujours appuyé sur les puissants patriciens de Breslau pour gouverner. Ceux-ci ont d'ailleurs obtenus de nombreux privilèges. Ces rapports avec l'Église n'étaient pas très bons. En 1319, il a même été excommunié, sanction levée deux ans plus tard.

## Postérité
Henri VI le Bon est mort le 24 novembre 1335. Il a été inhumé dans la chapelle sainte Hedwige du couvent des Clarisses de Breslau. De son mariage avec Anne d'Autriche, il a eu trois filles : 
- Élizabeth (née vers 1311/1312 † 1328) qui épouse le 27 mai 1322 Conrad Ier d’Oleśnica ;
- Euphémie (née vers 1312/1313 † février ou le 21 mars vers 1384) qui épouse vers 1324/1325 Boleslas de Niemodlin ;
- Marguerite (née vers 1313/1324 † ? ), abbesse des Clarisses de Breslau en 1359.